# Меламед, Татьяна Михайловна
Татьяна Михайловна Меламед (род. 3 февраля 1974, Чернигов) — немецкая шахматистка, гроссмейстер (1999) среди женщин.
Чемпионка Украины (1996). В составе сборной Германии участница 40-й Олимпиады (2012) в Стамбуле.
Занималась у Алексея Косикова.
| Графики недоступны из-за технических проблем. См. информацию на Фабрикаторе и на mediawiki.org. |